# Scopula alstoni
Scopula alstoni là một loài bướm đêm trong họ Geometridae.